# دارابوش‌هدی
دارابوش‌هِدی (به مجاری:  Daraboshegy) یک شهرداری در مجارستان است که در واش واقع شده‌است. دارابوش‌هدی ۴٫۵۹ کیلومتر مربع مساحت و ۱۰۰ نفر جمعیت دارد.